# 岩塚村 (新潟県)
岩塚村（いわつかむら）は、かつて新潟県三島郡にあった村。

## 沿革
- 1901年（明治34年）11月1日 - 三島郡岩田村、飯塚村が合併して、岩塚村が発足。
- 1955年（昭和30年）3月31日 - 三島郡来迎寺村・塚山村、古志郡石津村と合併し、三島郡越路町となり消滅。